# Istituto dei materiali e delle misure di riferimento
L'Istituto dei materiali e delle misure di riferimento, acronimo IRMM (dall'inglese: Institute for Reference Materials and Measurements) è un istituto comunitario di metrologia, uno dei sette istituti specializzati della Direzione generale della Commissione europea JRC (Centro Comune di Ricerca, in lingua inglese: Joint Research Centre) aventi la finalità di fornire un supporto tecnico e scientifico indipendente alla Commissione Europea. La sede dell'IRMM è nella cittadina di Geel, in Belgio.

## Storia
Fondato nel 1957, ha iniziato le operazioni nel 1960 come Central bureau for Nuclear Measurement (CMBN). L'istituto ha iniziato a produrre materiali di riferimento alla fine degli anni Sessanta, ma la creazione di un ufficio apposito, il Bureau Communautaire de References, risale al 1973.

## Attività
Fra i compiti dell'IRMM:
- produzione e distribuzione di materiali di riferimento
- elaborazione e convalida di metodi di analisi
- organizzazione di programmi di valutazione esterna di qualità
- istituzione di programmi di formazione (per es. il TrainMic) allo scopo di favorire la divulgazione delle nozioni fondamentali della metrologia e la loro applicazione con approccio uniforme.

Fra i suoi ambiti di interesse maggiore vi sono:
- radioattività;
- protezione ambientale;
- strumentazioni mediche;
- qualità del cibo, mangimi e OGM.